# Katsusaburō Yamagiwa
Katsusaburō Yamagiwa (山 极 胜 三郎, Yamagiwa Katsusaburō), 23 février 1863 - 2 mars 1930, était un médecin japonais pionnier de la recherche sur les causes du cancer,.
Yamagiwa est né à Ueda, préfecture de Nagano, troisième fils d'un obligé du domaine d'Ueda dans la province de Shinano. Il a été adopté par Yoshiya Yamagiwa, un médecin de Katsuya à Tokyo et a pris le nom de famille Yamagiwa. Il était diplômé de l'Université de Tokyo et est devenu enseignant à l'université en 1895. Il a publié son ouvrage de référence, Byōri Soron Kogi, au cours de la même année.
Dans une série d'expériences menées en 1915, lui et son assistant Kōichi Ichikawa (1888 - 1948) sont parvenus à induire un cancer épidermoïde sur les oreilles d'un lapin en les badigeonnant de goudron, apportant la démonstration des propriétés cancérigènes de ce produit. Yamagiwa et Ichikawa partagèrent le Prix de l'Académie du Japon en 1919 pour leur travail. Yamagiwa est décédé de pneumonie à Tokyo à l'âge de 67 ans.

## Source de la traduction
- (en) Cet article est partiellement ou en totalité issu de l’article de Wikipédia en anglais intitulé « Katsusaburō Yamagiwa » (voir la liste des auteurs).